# Монталто Павезе
Монталто Павезе (итал. Montalto Pavese) је насеље у Италији у округу Павија, региону Ломбардија.
Према процени из 2011. у насељу је живело 335 становника. Насеље се налази на надморској висини од 386 м.

## Становништво
Према резултатима пописа становништва 2011. у општини је живело 924 становника.
| 1936. | 1951. | 1961. | 1971. | 1981. | 1991. | 2001. | 2011. |
| ----- | ----- | ----- | ----- | ----- | ----- | ----- | ----- |
| 2.054 | 1.939 | 1.506 | 1.235 | 1.125 | 1.048 | 963   | 924   |